# Desde el fin del mundo
Desde el fin del mundo es el segundo álbum de estudio del trapero argentino Duki. Fue lanzado el 22 de abril de 2021 a través de los sellos independientes SSJ Records y Dale Play Records. A diferencia de su álbum de estudio debut Súper sangre joven, este álbum incluye 18 canciones y cuenta con más productores y artistas invitados, contando con la participación de Ysy A, Rei, Lucho SSJ, Farina, Lara91k, Asan, Bizarrap, Pablo Chill-E, Julianno Sosa, Young Cister, Neo Pistea, Obie Wanshot, Tobi, Khea, Pekeño 77, Mesita, Franux BB, 44 Kid y Ca7riel. La producción es acreditada, en su gran mayoría, a Asan y Yesan.
Luego de la recepción mixta de su álbum debut, Duki buscó enfocarse más en la producción de su nuevo disco. Como géneros, está centrado primeramente trap latino con interferencias de punk rock, R&B y dance-hall, con Lombardo diciendo que buscó «la unión de sonidos digitales con la producción de Asan y de sonidos analógicos con la de Yesan». Como primer sencillo, se lanzó «Muero de fiesta este finde», junto a Ca7riel, y como segundo adelanto, «Chico estrella». El disco tuvo una mejor recepción que su predecesor, con la mayor parte de las críticas notando la maduración de Duki como artista.

## Antecedentes y composición
Durante la cuarentena por la pandemia del COVID-19, Duki anunció que para el 2020 lanzaría menos sencillos, admitiendo que el parate que tuvo que hacer lo ayudó a enfocarse más en sí mismo y a madurar personalmente. Además, notó que la crítica a su EP anterior, 24, fue desmedida, diciendo que "la mayoría creía que ese era mi máximo potencial", por lo que decidió empezar a producir su próximo disco con el motivo de demostrar lo que era capaz.
Como punto de arranque para la producción del álbum, Lombardo buscó reinventarse musicalmente, diciendo que "estaba podrido de escuchar el mismo hi-hat o el 808", por lo que llamó a los productores Yesan y Asan para buscar unir sonidos analógicos y digitales, incorporando guitarras eléctricas, baterías, y una quena en la canción «Malbec». Al ver que las principales críticas de su anterior álbum fueron que "no había un concepto bien hecho", para este disco ideó que se demostrara el sonido del trap pero hecho de Sudamérica, así que incluyó 18 artistas que provengan de todos esos países.
Nueve canciones del álbum fueron hechas en Miami alrededor de octubre de 2020, con Duki anunciando en Instagram que el álbum completo sería lanzado en abril de 2021. Como otras canciones, «I Don't Know» fue grabado entre 2018 y 2019, «Rapido» durante una gira de México en octubre de 2019, y el 25 de diciembre de 2020, luego de Navidades, grabó «Valentino» y «Sudor y trabajo». En febrero de 2021, Duki posteó en Twitter que el disco contaría con 18 canciones.

## Promoción y sencillos
El 28 de enero de 2021 se lanzó el primer sencillo, «Muero de fiesta este finde», una fusión de trap y rock junto al cantante argentino Ca7riel. El segundo sencillo, «Chico estrella», se lanzó el 16 de marzo, con la canción siendo tendencia en varios países y logrando llegar al puesto 31 en la lista de éxitos de Billboard Argentina Hot 100. Además, las canciones «Malbec», «Pintao» (junto a YSY A y Rei) y «Cascada» también debutaron en el Billboard Argentina Hot 100, con la primera llegando al puesto 17 y siendo la mejor posicionada de la lista Argentina Hot 100.
La semana siguiente al lanzamiento del álbum, Duki estrenó las visuales de las 18 canciones del disco en YouTube, donde se lo ve al rapero en una habitación junto a todos los colaboradores del álbum cantando o bailando los temas. En mayo, dio un concierto desde El Calafate, con el Glaciar Perito Moreno como escenografía, en donde interpretó algunas canciones del disco. También colaboró con Spotify, preparando un material inédito para que fans puedan conocer el detrás de escena en la creación y la inspiración del rapero en el nuevo álbum a través de Instagram.

## Contenido y recepción
En Desde el fin del mundo, Duki se anima a tomar más riegos, tanto musicalmente como en las líricas, dando un enfoque más introspectivo de su vída desde que empezó su carrera musical. El sencillo «Chico estrella» habla de cómo es la vida de Duki hoy, haciéndola llamar "una vida de rockstar", como se lo ha mencionado en diversos medios de comunicación. Como concepto del disco, Duki buscó que se demostrara lo que es "el trap pero hecho por sudamericanos", intentando reafirmar la pertenencia de lo que fue un sonido que impusieron en 2018 con su grupo Modo Diablo. La canción «Sol», junto a Lara91k, fue una de las canciones más alabadas por la crítica, una balada de trap y rock que, según el crítico Sebastián Chaves, es "uno de los desarrollos melódicos más evocativos de toda la obra de Duki hasta la fecha". En «I Don't Know», Duki replica el estilo sonoro de lo que fue su sencillo que lo llevó a la fama, «She Don't Give a Fo», con una demostración de vocales graves y rasposas, en donde le canta al desarraigo amoroso, y en «Muriendome», con colaboración de Khea, incluye géneros como punk rock y nü metal, tomando como referencia a Linkin Park, una de las bandas favoritas de Lombardo en su adolescencia. En «Malbec» se destaca la producción de Bizarrap, donde incorpora una quena en la intro aludiendo a un sonido medieval, y en «Ticket» se notan inspiraciones en el britpop, con una melodía parecida a Oasis.

## Listado de canciones
Todas las canciones fueron escritas por Duki.
| Lista de canciones de Desde el fin del mundo |                                                                                           |                                |          |  |
| N.º                                          | Título                                                                                    | Productor(es)                  | Duración |  |
| 1.                                           | «Sudor y trabajo»                                                                         | Yesan, Asan                    | 3:01     |  |
| 2.                                           | «Pintao» (con Ysy A y Rei)                                                                | Yesan, Asan, Marlku            | 2:48     |  |
| 3.                                           | «Chico estrella»                                                                          | Yesan, Asan                    | 2:51     |  |
| 4.                                           | «Volando bajito»                                                                          | Yesan, Asan, Club Hats         | 2:15     |  |
| 5.                                           | «Cuanto» (con Lucho SSJ y Farina)                                                         | Yesan, Asan, Orodembow         | 3:11     |  |
| 6.                                           | «Rápido»                                                                                  | Yesan, Asan                    | 2:16     |  |
| 7.                                           | «I Don't Know»                                                                            | Yesan, Asan, Zecca             | 3:39     |  |
| 8.                                           | «Sol» (con Lara91k)                                                                       | Yesan, Asan, Club Hats, Marlku | 4:05     |  |
| 9.                                           | «Luna» (con Asan)                                                                         | Yesan, Asan, Evar              | 3:21     |  |
| 10.                                          | «Malbec» (con Bizarrap)                                                                   | Yesan, Asan, Bizarrap          | 2:56     |  |
| 11.                                          | «Mi diablo»                                                                               | Yesan, Asan, Hide Miyabi       | 3:13     |  |
| 12.                                          | «Fifty Fifty» (con Pablo Chill-E, Julianno Sosa, Young Cister, Neo Pistea y Obie Wanshot) | Yesan, Asan, Rulits            | 4:40     |  |
| 13.                                          | «Valentino» (con Tobi)                                                                    | Yesan, Asan                    | 2:37     |  |
| 14.                                          | «Cascada»                                                                                 | Yesan, Asan                    | 3:13     |  |
| 15.                                          | «Ticket»                                                                                  | Yesan, Asan, Smash David       | 3:09     |  |
| 16.                                          | «Muriendome» (con Khea)                                                                   | Yesan, Asan, Marlku            | 2:40     |  |
| 17.                                          | «Ella es mi Bitch» (con Pekeño 77, Mesita, Franux BB y 44 Kid)                            | Yesan, Asan                    | 4:06     |  |
| 18.                                          | «Muero de fiesta este finde» (con Ca7riel)                                                | Yesan                          | 3:14     |  |

## Personal
Créditos adaptados de Tidal.
| Artista principal - Duki – voz principal, escritor, compositor Artistas invitados - Ysy A – voz (pista 2) - Rei – voz (pista 2) - Lucho SSJ – voz (pista 5) - Farina – voz (pista 5) - Lara91k – voz (pista 8) - Asan – voz (pista 9) - Pablo Chill-E – voz (pista 12) - Julianno Sosa – voz (pista 12) - Young Cister – voz (pista 12) - Neo Pistea – voz (pista 12) - Obie Wanshot – voz (pista 12) - Tobi – voz (pista 13) - Khea – voz (pista 16) - Pekeño 77 – voz (pista 17) - Mesita – voz (pista 17) - Franux BB – voz (pista 17) - 44 Kid – voz (pista 17) - Ca7riel – voz (pista 18) | Personal adicional - Yesan – productor - Asan – productor (pista 1–17) - Marklu – productor (pista 2, 8, 16) - Club Hats – productor (pista 4, 8) - Orodembow – productor (pista 5) - Zecca – productor (pista 7) - Evar – productor (pista 9) - Bizarrap – productor (pista 10) - Hide Miyabi – productor (pista 11) - Rulits – productor (pista 12) - Smash David – productor (pista 15) - Nahuel Lombardo – productor ejecutivo - Candela Lombardo – asistencia de producción - Ivo Woscoboinik – asistencia de producción - Joaquín Crededio – grabación - Ramiro Colomer – grabación - Martín Algieri – grabación - Juan Pablo Morando – Ingeniero de Mezcla - Jonathan Vainberg – mezcla - Ezequiel Kronenberg – mezcla - Javier Fracchia – masterización - Francisco Alduncin – batería (pista 8, 16) - Percii – guitarra (pista 8) - Matías Lourenco – quena (pista 10) - Facundo Alama – productor coordinador - Tito Leconte – productor coordinador |

## Posicionamiento en listas
| Lista (2021)        | Mejor posición |
| ------------------- | -------------- |
| España (PROMUSICAE) | 11             |

## Certificaciones
| País      | Organismo certificador | Certificación | Ventas certificadas | Ref.   |
| --------- | ---------------------- | ------------- | ------------------- | ------ |
| Argentina | CAPIF                  | Platino       | 20 000              | [ 25 ] |

## Historial de lanzamientos
| Región | Fecha               | Sello                             | Formato                     | Ref    |
| ------ | ------------------- | --------------------------------- | --------------------------- | ------ |
| Varios | 22 de abril de 2021 | - SSJ Records - Dale Play Records | Descarga digital, Streaming | [ 23 ] |